# 国見村
国見村（くにみむら）は福井県丹生郡にあった村。現在の福井市の西部、日本海沿岸の中部にあたる。

## 地理
- 海洋 ： 日本海
- 山岳 ： 国見岳、金毘羅山
- 河川 ： 一光川

## 歴史
- 1889年（明治22年）4月1日 - 町村制の施行により、鮎川浦、三本木村、国見村、清水谷浦、白浜浦、大丹生浦及び小丹生浦の区域をもって、国見村が発足する。
- 1959年（昭和34年）2月1日 - 福井市に編入する。